# گلین کراسر
گلین کراسر (انگلیسی: Glyn Creaser؛ زادهٔ ۱ سپتامبر ۱۹۵۹) بازیکن فوتبال اهل بریتانیا است.
از باشگاه‌هایی که در آن بازی کرده‌است می‌توان به باشگاه فوتبال یئوویل تاون، باشگاه فوتبال داگنم و ردبریج، باشگاه فوتبال کترینگ تاون، باشگاه فوتبال بارنت، و باشگاه فوتبال وایکام واندررز اشاره کرد.